# アンドレ・スピテリ
アンドレ・スピテリ（マルタ語: André Spiteri、1983年 - ）は、マルタの外交官、大使。日本への留学や外務・欧州省の本省勤務を経て、駐日大使を務めている。職業外交官として奉職する傍ら、キックボクシング、ボクシング、古武道も嗜む。

## 経歴
2002年9月から2003年5月にかけて関西外国語大学留学生別科で日本語や日本文化を学んだ後、マルタに帰国してマルタ大学を卒業。
2007年に再び来日して、まず東京外国語大学で、次いで立命館大学で勉学に励む。2008年から2010年にかけて修学した立命館大学大学院国際関係研究科では、修士号を取得している。
2013年末に、バレッタ常駐の在外日本担当大使（非常駐の駐日大使、英語: Non-Resident Ambassador to Japan）を拝命。2014年7月8日、駐日マルタ大使として東京を訪問し、皇居で信任状を捧呈した。
2019年10月22日、皇居正殿松の間で今上天皇の即位礼正殿の儀が執り行われ、ジョージ・ヴェラ大統領及びミリアム・グリマ夫人と共に参列した。
スピテリ大使は就任から6年以上にわたってバレッタ常駐の非常駐大使であったが、2020年9月28日、東京に駐日マルタ大使館が開館したことにより初代常駐大使となった。